# بروتين إس
بروتين إس (بالإنجليزية: Protein S)‏ هو بروتين سكري موجود في بلازما ألدم معتمد بتركيبه على فيتامين ك يتم تصنيعه في البطانة.
بروتين إس موجود في شكلين: شكل حر وشكل ملزم أو مرتبط بالبروتين المتمم المدعو C4b.
في البشر، يتم ترميز بروتين إس بواسطة جين يدعى بروس1 (بالإنجليزية: PROS1 gene)‏

## الوظيفة
وظيفة بروتين إس هي دوره في مسار مكافحة التخثر، حيث يعمل بمثابة العامل المساعد لبروتين سي في تعطيل العوامل

## الحالات المرضية
يمكن أن تحدث طفرات وراثية في الجين بروس1 PROS1 gene l مما يؤدي إلى نقص بروتين إس الذي هو اضطراب نادر في الدم الذي يمكن أن يؤدي إلى زيادة خطر التخثر.

## اقرأ أيضًا
- إرقاء